# Scualen
Scualenul este un compus organic format din 30 de atomi de carbon, cu formula chimică C30H50. Este obținută pentru scopuri comerciale, cel mai des din uleiul de ficat de rechin. Se prezintă sub forma unui lichid gălbui translucid. 
Scualenul este un intermediar în procesul de biosinteză al colesterolului.